# كيسي توماس
كيسي توماس (بالإنجليزية: Casey Thomas)‏ (14 نوفمبر 1990 في المملكة المتحدة - ) هو لاعب كرة قدم بريطاني في مركز الهجوم. شارك مع منتخب ويلز تحت 17 سنة لكرة القدم ومنتخب ويلز تحت 19 سنة لكرة القدم ومنتخب ويلز تحت 21 سنة لكرة القدم. أما مع النوادي، فقد لعب مع سوانزي سيتي وكولتشستر يونايتد ونادي أفان ليدو ونيوبورت كونتي وPort Talbot Town F.C. ‏ وMoreland City FC ‏ وCarmarthen Town A.F.C. ‏.

## وصلات خارجية
- كيسي توماس على موقع قاعدة بيانات كرة القدم.إي يو (الإنجليزية)
- كيسي توماس على موقع Soccerbase.com (لاعب) (الإنجليزية)
- كيسي توماس على موقع Soccerway.com (الإنجليزية)
- كيسي توماس على موقع عالم كرة القدم.نت (الإنجليزية)